# Хані Аль-Дабіт
Хані Аль-Дабіт Фараж Баіт Аль-Нубі (араб. هاني الضابط فرج بيت النوبي; нар. 15 жовтня 1979, Салала, Оман) — оманський футболіст, атакувальний півзахисник клубу «Дофар».

## Клубна кар'єра
Футбольний шлях розпочав у 1992 році в складі юнацької команди клубу «Дофар», з рідного для Хані міста Салала. У 1996 році переведений до дорослої команди, в якій з перервами виступав протягом 10 років. Був капітаном команди, виступав у футболці під 14-м номером, під яким також захищав кольори й національної збірної.
Окрім «Дофару» захищав також кольори «Баніясу» з ОАЕ, катарського «Ас-Садду» та кувейтського «Аль-Жахра».

### Клубна статистика виступів
| Клуб              | Сезон             | Дивізіон                  | Ліга  | Ліга | Кубок | Кубок | Континентальні | Континентальні | Інші  | Інші | Загалом | Загалом |
| Клуб              | Сезон             | Дивізіон                  | Матчі | Голи | Матчі | Голи  | Матчі          | Голи           | Матчі | Голи | Матчі   | Голи    |
| ----------------- | ----------------- | ------------------------- | ----- | ---- | ----- | ----- | -------------- | -------------- | ----- | ---- | ------- | ------- |
| «Дофар»           | 2003–04           | Професіональна ліга Оману | -     | 2    | -     | 2     | 0              | 0              | -     | 0    | -       | 4       |
| «Дофар»           | Загалом           | Загалом                   | -     | 2    | -     | 2     | 0              | 0              | -     | 0    | -       | 4       |
| «Аль-Жахра»       | 2004–05           | Прем'єр-ліга Кувейту      | -     | 2    | -     | 0     | 0              | 0              | -     | 0    | -       | 2       |
| «Аль-Жахра»       | Загалом           | Загалом                   | -     | 2    | -     | 0     | 0              | 0              | -     | 0    | -       | 2       |
| «Дофар»           | 2004–05           | Професіональна ліга Оману | -     | 1    | -     | 3     | 0              | 0              | -     | 0    | -       | 4       |
| «Дофар»           | 2005–06           | Професіональна ліга Оману | -     | 2    | -     | 1     | 0              | 0              | -     | 0    | -       | 3       |
| «Дофар»           | 2006–07           | Професіональна ліга Оману | -     | 6    | -     | 0     | -              | 1              | -     | 0    | -       | 7       |
| «Дофар»           | 2007–08           | Професіональна ліга Оману | -     | 8    | -     | 1     | 0              | 0              | -     | 4    | -       | 12      |
| «Дофар»           | 2008–09           | Професіональна ліга Оману | -     | 7    | -     | 0     | 0              | 0              | -     | 0    | -       | 7       |
| «Дофар»           | 2009–10           | Професіональна ліга Оману | -     | 7    | -     | 0     | 0              | 0              | -     | 0    | -       | 7       |
| «Дофар»           | 2010–11           | Професіональна ліга Оману | -     | 1    | -     | 3     | 0              | 0              | -     | 1    | -       | 5       |
| «Дофар»           | 2011–12           | Професіональна ліга Оману | -     | 3    | -     | 5     | 0              | 0              | -     | 0    | -       | 8       |
| «Дофар»           | 2012–13           | Професіональна ліга Оману | -     | 2    | -     | 0     | 5              | 1              | -     | 0    | -       | 3       |
| «Дофар»           | Загалом           | Загалом                   | -     | 37   | -     | 13    | -              | 2              | -     | 5    | -       | 55      |
| Усього за кар'єру | Усього за кар'єру | Усього за кар'єру         | -     | 41   | -     | 15    | -              | 2              | -     | 5    | -       | 63      |

1. ↑  Включаючи матчі в Кубку АФК
2. ↑  Включаючи голи в Лізі чемпіонів країн Перської затоки та Міжнародному чемпіонаті Аль-Карама

## Кар'єра в збірній
У футболці національної збірної Оману виступав з 1998 по 2008 рік, а з 2002 по 2003 рік — був її капітаном. Найуспішнішим у футболці національної збірної для Хані став сезон 2001/02 років, а в 2001 році він став лідером за кількості забитих м'ячів на міжнародному рівні.

### Кубок Перської затоки
Учасник кубку Перської затоки 2001, 2002, 2003 та 2004 років.
У кубку Перської затоки 2001 року, незважаючи на юний вік, відзначився голом у нічийному (2:2) виїзному поєдинку проти Бахрейну. На цьому турнірі з 4-а набраними очками Оман фінішував на 4-у місці (одна перемога та одна нічия).
У наступному розіграші турніру молодий талант відзначився вже 5-а голами. Аль-Дабіт оформив хет-трик проти потужного 9-разового переможця цього турніру, Кувейта, відзначився 1 голом у програному (1:2) поєдинку проти Катару та забив м'яч у нічийному (1:1) поєдинку проти Бахрейну. По завершенні змагання отримав «Золоту бутсу» найкращого бомбардира турніру. Як і минулого розіграшу, Оман набрав 4-очки (одна перемога та одна нічия), але цього разу посів 5-е підсумкове місце.
Незважаючи на те, що на кубку Перської затоки 2003 та 2004 років Хані не відзначився жодним голом, він зіграв у багатьох матчах на цих турнірах й на 16-у кубку Перської затоки знову був капітаном команди. Цього разу капітан допоміг своїй команді досягти найкращого на той час результату у кубку Перської затоки, де вперше в своїй історії команда вийшла до фінального четвертого раунду, набравши 8 очок (дві перемоги та дві нічиїх).
Під час 17-о Кубку націй Перської затоки 2004 року чеський тренер збірної Мілан Мачала вирішив не призначати Хані капітаном команди. На цьому турнірі він був гравцем резерву, але все одно отримав достатню кількість ігрового часу, а в фінальному поєдинку проти Катару реалізував свій удар в серії післяматчевих пенальті, тим не менше це не допомогло Оману виграти турнір, оскільки головне відкриття турніру, голкіпер Алі аль-Хабсі, пропустив вирішальний удар. Основний матч того поєдинку завершився нічиєю (1:1), а в серії післяматчевих пенальті Катар переміг з рахунком 6:5. З 4-а забитими м'ячами Амад аль-Хосні отримав нагороду «Найкращий бомбардир турніру».

### Кваліфікація кубку АФК
У кваліфікаці кубку Азії 2004 відзначився 4-а голами: один у переможному (7:0) поєдинку проти Непалу, одним — у воротах В'єтнаму (6:0), одним — у переможному (3:1) матчі проти Південної Кореї та ще одним — у переможному (2:0) поєдинку проти В'єтнаму, чим допоміг Оману кваліфікуватися до фінальної частини Кубку Азії 2004. На груповому етапі цього турніру Оман набрав 4 очки: переміг (2:0) Таїланд та розписав нічию (2:2) з Іраном, проте кваліфікуватися до чвертьфіналу не зумів.

### Кваліфікації чемпіонату світу
Зіграв 14 матчів у кваліфікації чемпіонату світу 2002 року та захищав кольори збірної на кваліфікаційному раунді чемпіонату світу 2010 року.
Відзначився 11-а голами у кваліфікації чемпіонату світу 2002 року: 5-а голами в переможному (12:0) поєдинку проти Лаосу, одним голом у переможному (7-0) матчі-відповіді проти Лаосу, одним — у переможному (7:0) матчі проти Філіппін та ще одним в нічийному (2:2) поєдинку проти ОАЕ. Під час цієї кваліфікації Оман забив найбільшу кількість м'ячів за короткий період часу, при чому здобув найбільшу перемогу в історії збірної. Значна кількість цих голів на рахунку Хані.
За підсумками невдалої для Оману кваліфікації 2010 Аль-Дабіт у 4-х поєдинків відзначився 11-а голами з 12-и матчів збірної. В одному з матчів міг оформити подвійний хет-трик, але не зумів це здійснити. За підсумками року був удостоєний звання Найкращий бомбардир на міжнародному рівні з 22-а голами, при цьому Хані випередив іспанця Рауля, англійця Майкла Оуена та португальця Луїша Фігу, при цьому Хані став першим оманським та лише третім арабським футболістом, який удостоювався такого звання.

## Статистика в збірній

### Голи за головну збірну
Голи та рахунок збірної Оману знаходяться на першому місці.
| #  | Дата              | Місце                                                            | Суперник           | Рахунок | Результат | Змагання                         |
| -- | ----------------- | ---------------------------------------------------------------- | ------------------ | ------- | --------- | -------------------------------- |
| 1  | 16 липня 1998     | Бейрут, Ліван                                                    | Сирія              | 1-1     | 1-1       | Панарабські ігри 1997            |
| 2  | 12 листопада 1998 | Аль-Аглі, Манама, Бахрейн                                        | Бахрейн            | 2-1     | 2-2       | Кубок націй Перської затоки 1998 |
| 3  | 30 листопада 1998 | Супачаласай, Бангкок, Таїланд                                    | Гонконг            | 3-0     | 6-0       | Азійські ігри 1998               |
| 4  | 30 листопада 1998 | Супачаласай, Бангкок, Таїланд                                    | Гонконг            | 5-0     | 6-0       | Азійські ігри 1998               |
| 5  | 30 листопада 1998 | Супачаласай, Бангкок, Таїланд                                    | Гонконг            | 6-0     | 6-0       | Азійські ігри 1998               |
| 6  | 8 грудня 1998     | Супачаласай, Бангкок, Таїланд                                    | Іран               | 3-1     | 4-2       | Азійські ігри 1998               |
| 7  | 10 грудня 1998    | Супачаласай, Бангкок, Таїланд                                    | КНР                | 1-5     | 1-6       | Азійські ігри 1998               |
| 8  | 19 серпня 1999    | Амман, Йорданія                                                  | Сирія              | 1-1     | 1-1       | Панарабські ігри 1999            |
| 9  | 29 жовтня 2000    | Маскат, Оман                                                     | Ємен               | ?-0     | 4-0       | Товариський                      |
| 10 | 29 жовтня 2000    | Маскат, Оман                                                     | Ємен               | ?-0     | 4-0       | Товариський                      |
| 11 | 31 жовтня 2000    | Маскат, Оман                                                     | Ємен               | ?-0     | 4-0       | Товариський                      |
| 12 | 21 листопада 2000 | Маскат, Оман                                                     | Бахрейн            | ?-?     | 2-1       | Товариський                      |
| 13 | 27 березня 2001   | Маскат, Оман                                                     | ОАЕ                | ?-?     | 2-1       | Товариський                      |
| 14 | 30 квітня 2001    | Спортивний комплекс ім. Султана Кабуша, Маскат, Оман             | Лаос               | 1-0     | 12-0      | кваліфікаційний відбір ЧС 2002   |
| 15 | 30 квітня 2001    | Спортивний комплекс ім. Султана Кабуша, Маскат, Оман             | Лаос               | 3-0     | 12-0      | кваліфікаційний відбір ЧС 2002   |
| 16 | 30 квітня 2001    | Спортивний комплекс ім. Султана Кабуша, Маскат, Оман             | Лаос               | 4-0     | 12-0      | кваліфікаційний відбір ЧС 2002   |
| 17 | 30 квітня 2001    | Спортивний комплекс ім. Султана Кабуша, Маскат, Оман             | Лаос               | 7-0     | 12-0      | кваліфікаційний відбір ЧС 2002   |
| 18 | 30 квітня 2001    | Спортивний комплекс ім. Султана Кабуша, Маскат, Оман             | Лаос               | 8-0     | 12-0      | кваліфікаційний відбір ЧС 2002   |
| 19 | 4 травня 2001     | Спортивний комплекс ім. Султана Кабуша, Маскат, Оман             | Лаос               | 1-0     | 7-0       | кваліфікаційний відбір ЧС 2002   |
| 20 | 4 травня 2001     | Спортивний комплекс ім. Султана Кабуша, Маскат, Оман             | Лаос               | 6-0     | 7-0       | кваліфікаційний відбір ЧС 2002   |
| 21 | 7 травня 2001     | Спортивний комплекс ім. Султана Кабуша, Маскат, Оман             | Філіппіни          | 1-0     | 7-0       | кваліфікаційний відбір ЧС 2002   |
| 22 | 7 травня 2001     | Спортивний комплекс ім. Султана Кабуша, Маскат, Оман             | Філіппіни          | 6-0     | 7-0       | кваліфікаційний відбір ЧС 2002   |
| 23 | 7 травня 2001     | Аль-Хамадайнья, Алеппо, Сирія                                    | Сирія              | 2-1     | 3-3       | кваліфікаційний відбір ЧС 2002   |
| 24 | 10 серпня 2001    | Азаді, Тегеран, Іран                                             | ПАР                | 1-0     | 2-0       | Товариський                      |
| 25 | 19 грудня 2001    | Міський спортивний стадіон Заєд, Абу-Дабі, ОАЕ                   | ОАЕ                | 2-0     | 2-2       | кваліфікаційний відбір ЧС 2002   |
| 26 | 30 грудня 2001    | Спортивний комплекс ім. Султана Кабуша, Маскат, Оман             | Північна Македонія | 2-0     | 2-0       | Товариський                      |
| 27 | 19 січня 2002     | Міжнародний стадіон ім. Кололя Фахда, Ер-Ріяд, Саудівська Аравія | Кувейт             | 1-0     | 3-1       | Кубок націй Перської затоки 2002 |
| 28 | 19 січня 2002     | Міжнародний стадіон ім. Кололя Фахда, Ер-Ріяд, Саудівська Аравія | Кувейт             | 2-0     | 3-1       | Кубок націй Перської затоки 2002 |
| 29 | 19 січня 2002     | Міжнародний стадіон ім. Кололя Фахда, Ер-Ріяд, Саудівська Аравія | Кувейт             | 3-1     | 3-1       | Кубок націй Перської затоки 2002 |
| 30 | 24 січня 2002     | Міжнародний стадіон ім. Кололя Фахда, Ер-Ріяд, Саудівська Аравія | Катар              | 1-0     | 1-2       | Кубок націй Перської затоки 2002 |
| 31 | 24 січня 2002     | Міжнародний стадіон ім. Кололя Фахда, Ер-Ріяд, Саудівська Аравія | Бахрейн            | 1-0     | 1-1       | Кубок націй Перської затоки 2002 |
| 32 | 16 вересня 2003   | Бішан, Сінгапур                                                  | Сінгапур           | 2-0     | 3-1       | Товариський                      |
| 33 | 25 вересня 2003   | Мунгак, Інчхон, Південна Корея                                   | Непал              | 7-0     | 7-0       | кваліфікаційний відбір ЧС 2004   |
| 34 | 29 вересня 2003   | Мунгак, Інчхон, Південна Корея                                   | В'єтнам            | ?-0     | 6-0       | кваліфікаційний відбір ЧС 2004   |
| 35 | 29 вересня 2003   | Мунгак, Інчхон, Південна Корея                                   | В'єтнам            | ?-0     | 6-0       | кваліфікаційний відбір ЧС 2004   |
| 36 | 10 жовтня 2003    | Спортивний комплекс ім. Султана Кабуша, Маскат, Оман             | Йорданія           | ?-?     | 2-1       | Товариський                      |
| 37 | 21 жовтня 2003    | Спортивний комплекс ім. Султана Кабуша, Маскат, Оман             | Південна Корея     | 1-1     | 3-1       | кваліфікаційний відбір ЧС 2004   |
| 38 | 24 жовтня 2003    | Спортивний комплекс ім. Султана Кабуша, Маскат, Оман             | В'єтнам            | 1-0     | 2-0       | кваліфікаційний відбір ЧС 2004   |
| 39 | 20 грудня 2003    | Спортивний комплекс ім. Султана Кабуша, Маскат, Оман             | Естонія            | 3-1     | 3-1       | Товариський                      |
| 40 | 24 квітня 2008    | Маскат, Оман                                                     | Ліберія            | 1-0     | 1-0       | Товариський                      |

## Досягнення

### Клубні
«Дофар»
- Професіональна ліга Оману
  -  Чемпіон (3): 1998/99, 2000/01, 2004/05
  -  Срібний призер (2): 2007/08, 2009/10

- Кубок Султана Кабуса
  -  Володар (3): 1999, 1999, 2006
  -  Фіналіст (2): 2002, 2009

- Суперкубок Оману
  -  Володар (2): 1999, 2000
  -  Фіналіст (1): 2012

- Кубок Професіональної ліги Оману
  -  Володар (1): 2012/13
  -  Фіналіст (1): 2014/15

- Кубок чемпіонів Перської затоки
  -  Фіналіст (1): 1996

- Міжнародний турнір Баньяс
  -  Володар (1): 2014

«Ас-Садд»
- Кубок наслідного принца Катару
  -  Володар (1): 2003

- Кубок Еміра Катару
  -  Володар (1): 2003

### Індивідуальні
- Найкращий бомбардир в історії збірної Оману
- Найкращий бомбардир року на міжнародному рівні за версією IFFHS (1): 2001
- Найкращий бомбардир 16-о Кубка націй Перської затоки